# Torben Neumann
Torben Neumann (* 11. Juli 1991) ist ein deutscher Leichtgewichts-Ruderer. Seine größten Erfolge sind zwei Siege bei den Weltmeisterschaften 2014 und 2015 im Leichtgewichts-Achter.
Bei den U23-Weltmeisterschaften 2013 ruderte Neumann mit dem Leichtgewichts-Vierer ohne Steuermann auf den fünften Platz.
In der Erwachsenenklasse belegte Neumann zusammen mit Can Temel im Leichtgewichts-Zweier den fünften Platz bei den Europameisterschaften 2014. Bei den Weltmeisterschaften 2014 gehörten Temel und Neumann zum siegreichen Leichtgewichts-Achter. Ein Jahr später verteidigte der deutsche Achter mit Temel und Neumann seinen Titel aus dem Vorjahr. Bei der Sommer-Universiade 2015 belegten Tobias Franzmann, Stefan Wallat, Neumann und Temel den zweiten Platz im Leichtgewichts-Vierer.
Der 1,81 m große Torben Neumann rudert für den Ruder-Club Allemannia von 1866 aus Hamburg.